# Anna Dixon
Anna Dixon est une personnalité politique britannique, membre du Parti travailliste. Elle est députée de Shipley depuis 2024.
Elle est une haute fonctionnaire et dirigeante d'une organisation caritative. Elle préside une commission sur la réinvention des soins et est vice-présidente de Helpforce, qui soutient le bénévolat dans le NHS.
En 2024, Anna Dixon est élue députée de Shipley avec 21 738 voix, prenant le siège de Philip Davies.

## Biographie

### Origines
Anna Dixon grandit dans le West Yorkshire.

### Carrière professionnelle
Anna Dixon est une haute fonctionnaire et dirigeante d'une organisation caritative nationale. Elle a occupé plusieurs postes de direction dans la fonction publique et le secteur associatif.
Elle préside une commission indépendante sur la réinvention des soins, créée par les archevêques de Canterbury et de York. Elle est également vice-présidente de la fondation Helpforce, qui vise à accélérer la croissance et l'impact du bénévolat au sein du National Health Service.

### Carrière politique
En 2024, Anna Dixon est élue députée de Shipley avec 21 738 voix, prenant le siège de Philip Davies,. Elle s'engage à revitaliser les centres-villes, renforcer le NHS local, augmenter la sécurité dans les quartiers, lutter contre la pollution des rivières, et créer des opportunités pour les jeunes.

## Publication
- (en) The Age of Ageing Better? A Manifesto For Our Future, Bloomsbury Publishing, 2020, 304 p. (ISBN 9781472960740)